# کلیسای هریپسیمه مقدس (موجومبار)
کلیسای موجومبار یا کلیسای هریپسیمه مقدس (به ارمنی: Սուրբ Հռիփսիմե եկեղեցի) مربوط به سدهٔ هفدهم میلادی است و در روستای موجومبار حدود ۳۰ کیلومتری جاده تبریزـ مرند (در شهرستان شبستر، بخش صوفیان)، واقع شده‌است. این اثر در تاریخ ۱ فروردین ۱۳۴۷ با شماره ثبت ۷۷۸ به‌عنوان یکی از آثار ملی ایران به ثبت رسیده‌است.

## تاریخ

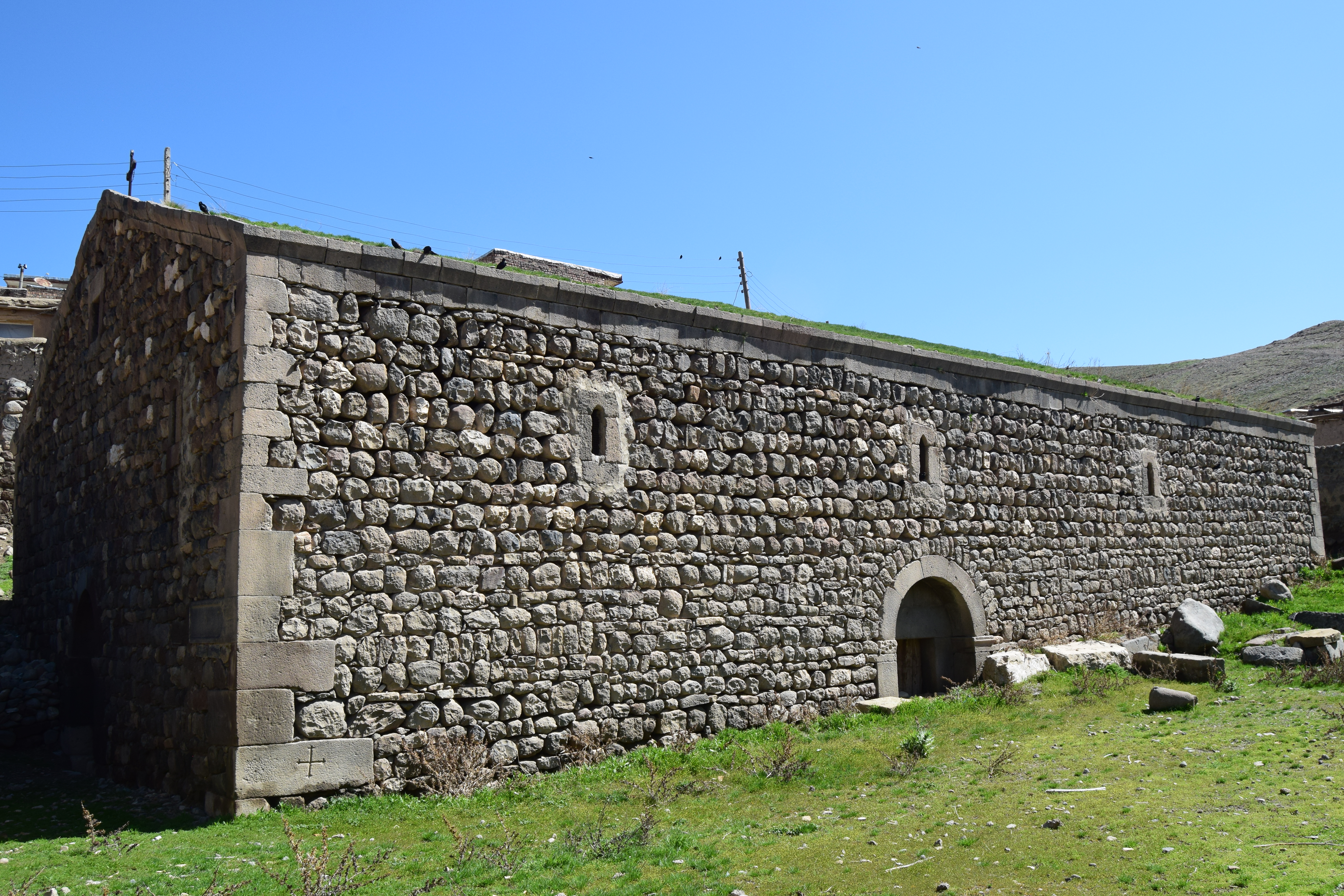

تا نیمه سده نوزدهم میلادی سیصد خانوار در روستای موجومبار سکونت داشتند در سال ۱۹۴۷ میلادی تعدادی از ساکنان روستا به ارمنستان شوروی مهاجرت کردند و بقیه نیز به تبریز و شهرهای دیگر رفتند و بدین ترتیب روستای مذکور از سکنه خالی شد.
کلیسای هریپسیمه از گذشته‌های دور تاکنون به سنت هریپسیمهٔ مقدس، سورپ هریپسیمه، موژومبار و موجومبار نامور بوده‌است.
نام این کلیسا شاید از نام «هریپسیمه»، دختر آشوت یکم، پادشاه ارمنستان گرفته شده‌است که در ۸۷۵ میلادی به درخواست «زاکاریا زاگستی»، جاثلیق ارمنی‌ها، امیران ارمنی او را به پادشاهی ارمنستان برگزیدند.
دربارهٔ تاریخ ساختمان کلیسا نظریه‌های گوناگونی ابراز شده‌است و پژوهشگران تاریخ ساختمان آن را سدهٔ نهم تا سیزدهم میلادی دانسته‌اند. «نصرت‌الله مشکوتی»، نویسندهٔ کتاب (فهرست بناهای تاریخی و مکان‌های باستانی ایران)، تاریخ بنای ساختمان اصلی کلیسا را سدهٔ نهم میلادی دانسته‌است اما پژوهشگران دیگر تاریخ ساختمان آن را دوران ایلخانان؛ یعنی، سدهٔ سیزدهم ـ چهاردهم میلادی می‌دانند.

## معماری کلیسا
مؤلف کتاب تاریخچه ارامنه در آذربایجان (نوره آیرمان) می‌نویسد:
«وجود سنگ‌های رج اول کلیسا نشان می‌دهد که ساختمان اولیه این کلیسا حدود ۸۰۰ سال قبل در اوایل قرن ۱۳ میلادی ساخته شده‌است ولی به استناد سنگ نبشته روی سنگ‌های زیر بنای کلیسا این بنا یک بار در سال ۱۶۹۱ میلادی بازسازی شده و در سال ۱۸۴۰ میلادی نیز بر اثر زلزله شدیدی که در منطقه روی داد، یکی از دیوارهای کلیسا خراب شد که مجدداً بازسازی گردید. ابعاد کلیسا ۱۳×۲۳ و به ارتفاع ۸ متر با سقف شیروانی است که روی آن را خاک و شن پوشانده‌است. تمامی بنا با سنگ لاشه ساخته شده و روی چهار ستون قرار گرفته و محراب کلیسا به شکل نیم دایره در ضلع شرقی و وسط دو اتاق کوچک ساخته شده‌است. شش نورگیر در بالای دیوارهای غربی و شرقی و دیوارهای جنوبی و یکی نیز در سقف کلیسا به فضای محوطه بزرگ داخل بنا نور ملایمی می‌بخشد.»